# Queto (distrito municipal)
Queto (Ketu) foi um dos distritos na Região do Volta de Gana. Sua capital e  centro administrativo era Denu.

## História
Queto anteriormente era o distrito de Queto. No entanto, foi dividido em dois em fevereiro de 2008, formando Queto Norte e Queto Sul.